# Hrazený potok (přítok Zlatého potoka)
Hrazený potok je levostranným přítokem Zlatého potoka v Krušných horách v okrese Karlovy Vary v Karlovarském kraji. Délka toku měří 1,7 km.

## Průběh toku
Potok pramení v Krušných horách na území přírodního parku Zlatý kopec. Jeho pramen se nachází v nadmořské výšce okolo 945 metrů na jihovýchodním svahu Komářího vrchu (965 m). Název potoka je odvozen od mnoha umělých kamenných hrází, kterými je potok přehrazen. Jedná se o historické systémy vybudované v období těžby a úpravy cínové rudy. Vody potoka se využívaly k drcení a pravděpodobně i plavení podrcené rudy. Dno potoka je z větší části dlážděno štětovou dlažbou. Území s pozůstatky důlních děl po těžbě a zpracování cínové rudy bylo roku 2015 vyhlášeno kulturní památkou. 
Tok potoka rychle klesá severovýchodním směrem a přitéká do osady Zlatý Kopec, kde se vlévá Zlatého potoka.